# Эдуардо Саша
Эдуа́рдо Колсе́нти Анту́нес, более известный по прозвищу Эдуа́рдо Са́ша (порт. Eduardo Colcenti Antunes; Eduardo Sasha; родился 24 февраля 1992 года, Порту-Алегри) — бразильский футболист, нападающий клуба «Ред Булл Брагантино».

## Биография
Эдуардо Саша — воспитанник «Интернасьонала», в основном составе которого он дебютировал 12 сентября 2010 года. В матче 21 тура чемпионата Бразилии против «Гояса» (0:0) Саша вышел на замену на 62 минуте вместо Жулиано. В 2010—2012 годах он принял участие всего в пяти матчах «Интера» в чемпионатах штата Риу-Гранди-ду-Сул и Бразилии. Поэтому в мае 2012 года нападающий отправился в годичную аренду в «Гояс», выступавший в Серии B.
Помог «попугаям» выиграть Серию B и завоевать путёвку в Серию A, где и продолжил выступления в 2013 году. После возвращения в «Интер» постепенно стал одним из игроков основного состава. В 2016 году Саша помог своей команде в третий раз подряд выиграть Лигу Гаушу, однако в чемпионате Бразилии «колорадос» провалились, вылетев в Серию B впервые в своей истории. Нападающий остался в «Интере» и помог команде в 2017 году вернуться в элиту бразильского футбола.
В начале 2018 года Эдуардо Саша перешёл в «Сантос» на правах аренды. В апреле того же года «Сантос» обменялся с «Интером» 50 % прав на Сашу в обмен на такую же долю прав на Зеку.
В августе 2020 года Саша перешёл в «Атлетико Минейро», который тренировал Хорхе Сампаоли, уже работавший с нападающим в «Сантосе». В начале 2019 году у тренера и игрока был конфликт, приведший к отчислению Саши из основы, но впоследствии Сампаоли отметил очень большой прогресс футболиста.
В 2021 году выиграл вместе с «галос» чемпионат штата Минас-Жерайс, чемпионат Бразилии и Кубок Бразилии.

## Достижения
- Чемпион штата Риу-Гранди-ду-Сул (4): 2011, 2014, 2015, 2016
- Чемпион штата Минас-Жерайс (3): 2020, 2021, 2022
- Чемпион штата Гояс (1): 2013
- Чемпион Бразилии (1): 2021
- Победитель бразильской Серии B (1): 2012
- Чемпион Кубка Бразилии (1): 2021
- Обладатель Суперкубка Бразилии (1): 2022 (не играл)